# ホワイト・ロータス/諸事情だらけのリゾート
『ホワイト・ロータス/諸事情だらけのリゾート』(ホワイト・ロータス/しょじじょうだらけのリゾート、The White Lotus)はアメリカ合衆国の風刺ブラックコメディコメディドラマアンソロジーシリーズである。HBOのためにマイク・ホワイトが創作し、全話の監督・脚本を務める。

## 概要
各シーズンは、贅沢なリゾート・ホテル・チェーンで休暇を過ごす裕福なゲストたちの1週間を描く。日が経つにつれ、表面上完璧に見えるゲストたちやホテルの快活な従業員たちの暗い面が表に現れる。
当初はリミテッドシリーズとして製作されたものの、評価が高かったためにHBOはアンソロジーシリーズとして舞台と出演者を一新したシーズン2を製作・放送した。
2022年11月にはシーズン3の製作が決定したことを発表した。なお、日本在住のプロデューサーであるジョージナ・ポープによると、同シーズンはアジア地域を舞台にすることを想定していたため、日本国内でも撮影に向けてロケーション・ハンティングを行ったが、当時は海外作品の制作費を支援する助成金制度が無かったため、撮影優遇制度があるタイでロケーション撮影を行ったと語っている。
日本ではU-NEXTが独占配信している。

## キャスト

### シーズン1

#### メイン
- コニー・ブリットン : ニコル・モスバッカー - サーチエンジンの会社のCFO のゲスト[7]
- スティーヴ・ザーン: マーク・モスバッカー - ニコルの夫[7]
- シドニー・スウィーニー : オリヴィア・モスバッカー - ニコルとマークの娘でクインの姉[7]
- フレッド・ヘッキンジャー: クイン・モスバッカー - ニコルとマークの内向的な息子でオリビアの弟[7]
- ブリタニー・オグレイディ（英語版） : パウラ - オリビアの友人[7]
- ジェニファー・クーリッジ :タニア・マックワッド - 亡くしたばかりの母親の散骨のためにハワイに来て、不安定な精神状態を抱え、心の平和を求めるゲスト[7]
- ジェイク・レイシー : シェーン・パットン - レイチェルの新婚の夫で裕福な不動産業者[7]
- アレクサンドラ・ダダリオ: レイチェル・パットン - 新婚の、あまり豊かではない家庭出身のジャーナリスト[7]

- モリー・シャノン : キティ・パットン - シェーンの母親[8]

- マーレイ・バートレット（英語版） : アーモンド - ホワイト・ロータス・ハワイの支配人、麻薬中毒の過去を持ち、5年間禁酒中[7]
- ナターシャ・ロスウェル : ベリンダ - ホワイト・ロータスのスパのマネージャー[7]

#### リカーリング
- ジョン・グリース : グレッグ・ハント - タニアに関心を寄せるゲスト[8]

- Lukas Gage : ディロン - スタッフ[8]
- Kekoa Scott Kekumano : カイ - パウラに関心を寄せるハワイ先住民のスタッフ[8]
- Alec Merlinoref : ハッチ - ウェイター。

#### ゲスト
- Jolene Purdy : ラニ - 妊娠を隠し研修中のスタッフ[8] 。

### シーズン2

#### メイン
- マイケル・インペリオリ : ドミニク・ディグラッソ : セックス依存症のハリウッド・プロデューサー[9]
- F・マーリー・エイブラハム: バート・ディグラッソ: シチリア島出身のドミニクの老父[10]
- ダム・ディマルコ（英語版）: アルビー・ディグラッソ : スタンフォード大学を卒業したばかりのドミニクの息子[10]
- ジェニファー・クーリッジ :タニア・マックワッド - シーズン1と同役、グレッグと結婚している[7]
- ジョン・グリース : グレッグ・ハント : タニアの夫、シーズン1と同役[11]
- ヘイリー・ルー・リチャードソン: ポーシャ : タニアのアシスタント[10]
- テオ・ジェームズ : キャメロン・サリバン : 投資マネージャー、ダフニの夫[12]でイーサンの学生時代の友人[12]
- メーガン・フェイヒー（英語版） : ダフニ・サリバン: キャメロンの妻[12]
- ウィル・シャープ : イーサン・スピラー : 富裕な起業家、ハーパーの夫でキャメロンの大学時代の友人[12]
- オーブリー・プラザ: ハーパー・スピラー : 労働法専門の弁護士、イーサンの妻[13]
- シモーナ・タバスコ（英語版） : ルチア・グレコ : 地元の娼婦 [14]
- ベアトリーチェ・グランノ（英語版）: ミア : 地元の歌手、ルチアの友人[14]
- トム・ホランダー : クエンティン : シチリア島に住むゲイの英国人 [10]
- レオ・ウッドール（英語版） : ジャック: エセックス出身のイギリス人、クエンティンの表向きの"甥"[12]
- サブリナ・インパッチャトーレ（英語版） : ヴァレンティーナ : ホワイト・ロータス・シチリアの厳格な支配人[14]

#### リカーリング
- Federico Ferrante: ロッコ : ヴァレンティーナに嫌われる男性のコンシェルジュ
- Eleonora Romandini : イザベラ : ヴァレンティーナお気に入りの女性コンシェルジュ
- Federico Scribani Rossi : ジョゼッペ : ホワイト・ロータスのシンガー兼ピアニスト
- Francesco Zecca : マッテオ :　クウェンティンの友人
- Paolo Camilli: ヒューゴ :　クウェンティンの友人
- Bruno Gouery : ディディエ :　クウェンティンの友人
- Nicola Di Pinto: トマソ : クウェンティンのヨットの船長

#### ゲスト
- ローラ・ダーン : アビー(声の出演) :ドミニクの疎遠な妻[15]

## あらすじ

### シーズン1のあらすじ
ハワイにある贅沢なホワイト・ロータス・チェーンのリゾートを舞台とし、裕福なゲストたちとスタッフたちの一週間を描く。
支配人のアーモンドは薬物中毒の過去を抱え、5年間の禁酒中である。裕福な不動産業者のシェーン・パットンは、あまり豊かではない家出身のジャーナリストで美しいレイチェルとの新婚旅行に来る。予約したはずのスイートに泊まれないことに固執し、アーモンドに執拗にクレームを重ねて苛み、新妻を呆れさせる。ストレスのあまりアーモンドは薬物と酒に手を出し、シェーンに仕返しの嫌がらせを行う。シェーンの母キティが押し掛けて来てレイチェルは悩み、結婚を後悔するようになる。シェーンはアーモンドが支配人室で男色行為をしているのを目撃し、上司にクレームを入れて解雇に持ち込む。アーモンドは部屋に侵入して嫌がらせを行い、シェーンに出くわして刺し殺される。レイチェルは悩んだ末に、シェーンとの結婚生活を続けることにする。
不安定な心を抱えるタニアは、最近失くした母の遺灰を撒こうとハワイに来る。スパのマネージャーのベリンダを気に入って起業の話をもちかける。ベリンダはその気になるが、タニアは客のグレッグと知り合って夢中になり、起業の話を撤回してベリンダを悲嘆させる。
成功した会社重役のニコル、夫のマーク、娘のオリビアとその友人のパウラ、息子で内向的なクインのモスバッカー家もやって来る。オリビアとパウラは薬物の入ったバッグを失くしてアーモンドに横取りされるが、表立って抗議することができない。パウラは裕福なモスバッカー家を羨みしだいにオリビアを憎むようになり、恋人になった従業員をけしかけてモスバッカー家の宝石を盗ませる。妻より収入が少なく劣等感を持っていたマークは窃盗犯に出くわしてニコルを守り、面目をほどこす。姉に虐められるクインは先住民のボートチームに受け入れられて居場所を見つけ、一人ハワイに残る。

### シーズン2のあらすじ
シチリア島にある贅沢なホワイト・ロータス・リゾートを舞台とし、裕福なゲストたちとスタッフたちの一週間を描く。
リゾートは厳格な支配人のヴァレンティーナに管理される。地元の娼婦であるルチアと友人で歌手を目指すミアは、ヴァレンティーナの目を盗んでホテルに入りこみ、ルチアはゲストたちと商売をし、ミアは歌手の仕事を得ようとする。ミアはレズビアンのヴァレンティーナと寝てホテルの歌手の仕事をもらう。
ハリウッドのプロデューサーであるドミニク・ディグラッソはセックス依存症を抱え、浮気により不仲となった妻を置いて、シチリア島出身の父バートと息子のアルビーと共にやって来る。ドミニクはルチアと寝る。ポーシャにつれなくされたアルビーもまたルチアと寝て、恋愛感情を抱くようになる。ルチアは借金を抱えているとアルビーを騙し、アルビーは父から5万ドルをもらってルチアに渡す。ディグラッソ家は帰路につく。
グレッグと結婚したタニアはアシスタントのポーシャとともに来るが、グレッグは仕事と称して途中で帰国する。タニアは現地在住の富裕なゲイの英国人クエンティンと親しくなる。ポーシャはしばらくアルビーと付き合うも、クエンティンの"甥"と称するジャックに魅かれる。タニアとポーシャはパレルモにあるクエンティンの邸宅を訪れる。タニアは若いころのクエンティンとグレッグらしい男の写真を見つけ、二人が組んで自分を殺そうとしたとの疑念と妄想にとらわれる。船でホテルまで送られる途中、クエンティンらを射殺するも自分は溺れ死ぬ。ポーシャはジャックの忠告に従い、タニアの死を知らずに一人で帰国する。
起業した会社を売却して富豪となったイーサンと妻で弁護士のハーパーは、イーサンの大学の友人で投資マネージャーのキャメロンと妻のダフニとともにやって来る。キャメロンはしばしばハーパーにちょっかいを出す。妻二人の不在中、キャメロンはルチアと寝るもイーサンはミアの誘いを退ける。だがハーパーはイーサンの浮気を疑い、イーサンはこれに苛立ちハーパーとキャメロンの中を疑い始める。ハーパーはキャメロンにキスされたことを認め、イーサンはキャメロンと殴り合いになる。ダフニは多少の浮気は気にしないよう忠告し、イーサンはハーパーと久しぶりにセックスをする。二組の夫婦も帰路につく。

## エピソード
| シーズン | シーズン | 話数 | 話数 | 放送期間       | 放送期間       |
| シーズン | シーズン | 話数 | 話数 | 初回放送       | 最終回放送     |
| -------- | -------- | ---- | ---- | -------------- | -------------- |
|          | 1        | 6    | 6    | 2021年7月11日  | 2021年8月15日  |
|          | 2        | 7    | 7    | 2022年10月30日 | 2022年12月11日 |

### シーズン1のエピソード
| 通算 話数 | シーズン 話数 | タイトル                                  | 監督             | 脚本             | 放送日        | U.S.視聴者数 (百万人) |
| --- | ------------- | ----------------------------------------- | ---------------- | ---------------- | ------------- | --------------------- |
| 1 | 1             | "ホワイト・ロータスへようこそ" "Arrivals" | マイク・ホワイト | マイク・ホワイト | 2021年7月11日 | 0.420                 |
| 空港で、シェーン・パットンは遺体が飛行機に積み込まれるのを見る。7日前、裕福なゲストたちがホワイト・ロータス・リゾートに到着する。シェーン・パットンは新妻でジャーナリストのレイチェルを伴いハネムーンに来るが、スイートルームの予約の手違いに執着して支配人のアーモンドを悩ませ、レイチェルも困惑する。タニア・マックワッドは亡くなったばかりの母の遺灰を撒きに一人で来て、マッサージを切実に欲する。マッサージの予約がとれないため、スパのマネージャーのベリンダは詠唱の儀式にタニアを誘う。テクノロジー企業の重役のニコル・モスバッカーはガンを疑う夫マーク、娘オリビアとその友達のパウラ、息子のクインを伴ってくる。妊娠を隠していた研修中のスタッフのラニが破水する。 |               |                                           |                  |                  |               |                       |
| 2 | 2             | "新たな一日" "New Day"                    | マイク・ホワイト | マイク・ホワイト | 2021年7月18日 | 0.459                 |
| ガンの疑いが晴れたマークは歓喜するが、40代でガンで死んだと信じていた父親が実は両性愛者でありAIDSで死んだと叔父から聞いて驚く。シェーンは母親を通して旅行業者に予約の手違いを正すようねじ込む。レイチェルは仕事のオファーをもらうが、シェーンは裕福な自分と結婚した今、働く必要はないと反対する。レイチェルはニコルに相談し、キャリアを追及して夫からの独立性を保つべきだと助言される。だがニコルはレイチェルがかつて自分に関する気に入らない記事を書いた人物だと知って罵る。自分のキャリアに自信を無くしたレイチェルは仕事を断る。オリビアとパウラは浜辺で薬物を楽しんでいた時に、タニアに話しかけられ、薬物の入ったバッグを忘れる。バッグはアーモンドに届けられ、麻薬中毒の過去を持つアーモンドはバッグを返さず薬物を試してしまう。スタッフのカイとパウラのいちゃつきを目撃したオリビアは嫉妬する。タニアはベリンダを気に入ってディナーに招き、資金を出すので独立して起業するよう促す。クインは姉オリビアにホテルの部屋から追い出されてビーチで夜を過ごし、鯨を目撃する。                                                          |               |                                           |                  |                  |               |                       |
| 3 | 3             | "悩める猿たち" "Mysterious Monkeys"       | マイク・ホワイト | マイク・ホワイト | 2021年7月25日 | 0.478                 |
| 朝、オリビアはパウラが夜の間にカイと会っていたと疑う。浜辺で寝ていたクインのゲーム機やスマートフォンが海水でダメになる。父親の秘密にショックを受けたマークは、やることのなくなったクインとダイビングのレッスンを受ける。マークはバーで酔ってセックスの話をレイチェルら女性たちに語る。ストレスに負けたアーモンドは5年間の禁酒を破ってバーで酔い、ゲイであるとマークに告白し、スタッフのディロンを誘惑する。タニアは母の遺骨の散骨のために船をチャーターし、ベリンダを誘う。レイチェルは、シェーンが自分と結婚した理由はセックスだけなのではないかと疑う。妻の不機嫌に気付いたシェーンはスペシャルなディナーの用意をアーモンドに頼む。シェーンからのクレームに嫌気がさしたアーモンドは、母の遺灰の散骨のためにタニアがチャーターした船の上でのディナーを密かに準備する。タニアは二人が散骨に進んで参加してくれたと思い込んで手伝わせるも、散骨には早すぎると思いとどまる。ベリンダは酔ったタニアの世話を焼く。シェーンはアーモンドの仕業に激怒する。夜、オリビアは外に出て行ったパウラを尾行し、カイとセックスをしている現場を見る。 |               |                                           |                  |                  |               |                       |
| 4 | 4             | "それぞれの進展" "Recentering"            | マイク・ホワイト | マイク・ホワイト | 2021年8月1日  | 0.515                 |
| オリビアとパウラはバッグが届けられたことを知ってアーモンドに迫る。シェーンに自分の上司の連絡先を迫られてストレスのたまったアーモンドは、薬物を抜いて返却するが、二人は表立って文句を言えない。カイは自分たちの土地がホテルのために取り上げられたとパウラに語る。オリビアはカイを誘惑する。マークから以前の浮気のことを聞いたクインは、ディナーの場で話題にあげる。タニアはベリンダとのディナーをキャンセルし、隣の部屋に滞在中のグレッグとディナーを共にしてそのまま一夜を過ごす。レイチェルは仕事を辞めて非営利団体で働こうかとシェーンに相談するも、アーモンドとのもめ事に夢中なために関心を持ってもらえない。シェーンの母親が現れてあれこれ口出しをして、レイチェルは困惑する。シェーンは支配人室に押しかけて、ディロンとともに薬物とセックスを楽しむアーモンドを目撃する。 |               |                                           |                  |                  |               |                       |
| 5 | 5             | "波乱の予感" "The Lotus-Eaters"           | マイク・ホワイト | マイク・ホワイト | 2021年8月8日  | 0.541                 |
| アーモンドはシェーンに見られた失態を取り繕うため、シェーンが予約したと思っていた別のスイートを無償で提供する。レイチェルはシェーンの母キティと話し、自分がトロフィーワイフだと知って結婚を後悔し始める。タニアはグレッグとの恋愛で頭がいっぱいになり、ベリンダの提案書を見る気がしない。クインは先住民たちのボートに乗せてもらう。パウラはカイにちょっかいを出したオリビアに仕返しをするため、部屋の金庫の暗証番号をカイに教え、貴重品を盗んでホテルを訴える資金にするよう唆す。ニコルはマークがクインに浮気の話をしたことに怒る。モスバッカー家は船でダイビングに出かけるが、気分を害したニコルは部屋に戻り、盗みに入ったカイと出くわす。追いかけてきたマークはニコルを救い、やっと家族の尊敬を得る。オリビアはパウラを疑う。 |               |                                           |                  |                  |               |                       |
| 6 | 6             | "最後の夜" "Departures"                   | マイク・ホワイト | マイク・ホワイト | 2021年8月15日 | 0.850                 |
| タニアはグレッグから不治の病を告白されるも、グレッグとの恋を選んでベリンダに起業の話を断る。カイが逮捕されて宝石が戻り、パウラは嘆き悲しむ。オリビアに告白し、二人は和解する。クインはボートをこぐ先住民の仲間に入れてもらったことを喜び、両親の反対にもかかわらずハワイに残る。レイチェルはシェーンに結婚を後悔していると打ち明けるも取り合ってもらえず、ベリンダに話を聞いてもらう。モスバッカー家の宝石の盗難の話を聞いたシェーンは、アーモンドの上司にクレームを上げさせて、アーモンドは解雇されることになる。最後の夜、アーモンドは麻薬でハイになり、シェーンのスイートに忍び込んで脱糞する。シェーンが部屋に帰ってきてアーモンドを強盗と間違えて刺し殺す。レイチェルはシェーンと結婚生活を続けることにする。 |               |                                           |                  |                  |               |                       |

### シーズン2のエピソード
| 通算 話数 | シーズン 話数 | タイトル                         | 監督             | 脚本             | 放送日         | U.S.視聴者数 (百万人) |
| --- | ------------- | -------------------------------- | ---------------- | ---------------- | -------------- | --------------------- |
| 7 | 1             | "チャオ" "Ciao"                  | マイク・ホワイト | マイク・ホワイト | 2022年10月30日 | 0.460                 |
| シチリア島タオルミーナのビーチで、ホワイト・ロータス・リゾートの複数のゲストの死体が発見されて、支配人のヴァレンティーナを驚かせる。1週間前、ヴァレンティーナはゲストを出迎える。先に着いていたグレッグは、妻となっているタニアがアシスタントのポーシャを伴ってきたのが気に入らず追い返せと言う。タニアはポーシャに部屋に籠れと命じる。ハリウッドのプロデューサーのドミニク・ディグラッソは、シチリア島にルーツを持つ父バートと、スタンフォード大学を卒業したばかりの息子アルビーを伴ってくるが、不仲となっている妻アビーは来ない。アルビーはポーシャと知り合う。起業した会社を売却して富豪となったイーサンと妻のハーパーは、イーサンの大学時代の友人のキャメロンとその妻のダフニに会う。ハーパーはキャメロンの態度を気に入らず、キャメロンが自分の前で全裸になり着替えたことにショックを受ける。地元の娼婦のルチアは友人のミアを伴い、ヴァレンティーナの目を盗んでホワイト・ロータスに入り込んで客を漁り、ドミニクの部屋に来る。ミアは自分を娼婦扱いしたホテルの歌手のジョゼッペの顔に水をかける。                                                     |               |                                  |                  |                  |                |                       |
| 8 | 2             | "イタリアでの夢" "Italian Dream" | マイク・ホワイト | マイク・ホワイト | 2022年11月6日  | 0.421                 |
| ドミニクは、出禁となっているルチアとミアを自分のゲストとして登録しホテルに出入りできるようヴァレンティーナと交渉する。二人はドミニクのつけで散財する。グレッグの目を避けるポーシャはディグラッソ家の観光ツアーに加わる。バートは、ドミニクの浮気のせいで妻アビーと不仲になったことをたびたび批判する。アルビーはポーシャとディナーを共にした後にキスをする。イーサンとハーパーの性生活はぎくしゃくし、ハーパーは夫の自慰を目撃する。キャメロンは再びハーパーにちょっかいを出す。グレッグはデンバーに帰ると言い出し、電話の会話を立ち聞きしたタニアは愛人の存在を疑う。 |               |                                  |                  |                  |                |                       |
| 9 | 3             | "雄のゾウ" "Bull Elephants"      | マイク・ホワイト | マイク・ホワイト | 2022年11月13日 | 0.474                 |
| ドミニクは、朝ルチアとミアが部屋から出て行くところを父バートに見られ、ルチアとの関係を断つことにする。タニアはディグラッソ家と一緒に『ゴッドファーザー』のロケ地を見に行くが、グレッグに帰られたタニアに呼び戻される。タニアが呼んだタロット占い師はグレッグの浮気を示す。夜、アルビーはポーシャに対し積極的になろうとする。夫同士が水上バイクを楽しむ間、ダフニはハーパーを誘ってパラッツォに行き、泊まるために貸し切りにしたと打ち明ける。キャメロンは、イーサンがインサイダー取引の情報を漏らしてくれなかったことを責める。キャメロンはルチアとミアを誘って薬物と酒を楽しみ、ルチアとセックスをするがイーサンはミアの誘いを退ける。 |               |                                  |                  |                  |                |                       |
| 10 | 4             | "砂場" "In the Sandbox"          | マイク・ホワイト | マイク・ホワイト | 2022年11月20日 | 0.416                 |
| キャメロンとダフニはホテルに戻る。キャメロンは部屋でコンドームの空き袋を見つけて衝撃を受けるが、イーサンは酒を飲んだことしか認めない。タニアはパレルモに住むゲイの英国人クエンティンと知り合って、友人たちとのパーティに招かれる。ポーシャはクエンティンの甥のジャックと意気投合し、ビーチで待ちぼうけを食らったアルビーはルチアと知り合う。夜、二組のカップルはそれぞれ見せつけるように部屋に行きセックスをする。ミアは突然にジョゼッペと寝て歌手の仕事を得ると決める。教会内でセックスをしようとするがジョゼッペに問題が生じて、ミアはバイアグラだと勘違いして別の錠剤を飲ませる。後に演奏中のジョゼッペは倒れて救急搬送される。 |               |                                  |                  |                  |                |                       |
| 11 | 5             | "アモーレ" "That's Amore"        | マイク・ホワイト | マイク・ホワイト | 2022年11月27日 | 0.641                 |
| イーサンはハーパーにコンドームの袋のことを追及され、キャメロンは娼婦と寝たが自分は何もしなかったと弁解する。二組のカップルはワイン・テイスティングに出かけ、ハーパーはキャメロンの浮気のことをほのめかす。夜、ディナーの間にキャメロンはハーパーの脚をまさぐる。ルチアはキャメロンに代金の残りを要求するも払ってもらえない。アルビーはルチアと寝た後、料金を要求されて驚く。ルチアは純真なアルビーに魅かれ、ドミニクが二人の間を裂こうとする。ルチアとアルビーはデートし、再び一夜を共にする。ミアはヴァレンティナがレズビアンであることを見抜き、セックスを代償としてジョゼッペの代わりにピアノの弾き語りをさせてもらう。タニアはポーシャを連れて、クエンティンのヨットでパレルモに行き、マダム・バタフライを見に行く。ポーシャとジャックはレストランで食い逃げをする。タニアは、クエンティンと"甥"であるはずのジャックのセックスを目撃する。ヴァレンティーナはお気に入りのイザベラと親しくするロッコをフロントからビーチハウスに異動させる。 |               |                                  |                  |                  |                |                       |
| 12 | 6             | "誘拐" "Abductions"              | マイク・ホワイト | マイク・ホワイト | 2022年12月4日  | 0.684                 |
| イーサンはハーパーに浮気を疑われていることに苛立つ。ハーパーはルチアがイーサンと話しているところを目撃する。イーサンはビーチでキャメロンとハーパーが親しくするのを見て二人の仲を疑い、怒りをつのらせる。タニアはあまりジャックに深入りしないようポーシャに忠告する。タニアはクエンティンからニコロを紹介されてコカインとセックスを楽しむ。酔ったジャックはポーシャに、クエンティンが自分をどん底から救ったと話し、実は破産寸前のクエンティンが大金を得ようとしていると漏らす。ディグラッソ家は親族探しに出かけるが、アルビーがルチアを通訳として連れて来てドミニクは困惑する。アレッシオが彼らを追いかけて来て、ルチアはディグラッソ家と別れてアレッシオの車に乗る。ディグラッソ家は親族の家を見つけて訪問するも、三世代の女性に冷たく追い返されてバートは落ち込む。その夜、ルチアはアルビーの部屋を訪ねて、アレッシオに借金の返済を迫られていると打ち明ける。ヴァレンティーナはイザベラからロッコと婚約したと聞かされて落胆するも、ミアと初めてのレズビアン・セックスを楽しむ。                                                                        |               |                                  |                  |                  |                |                       |
| 13 | 7             | "最終決戦" "Arrivederci"         | マイク・ホワイト | マイク・ホワイト | 2022年12月11日 | 0.854                 |
| ハーパーはキャメロンのキスをされたと認め、イーサンはキャメロンと乱闘になる。ダフニは、多少の浮気は気にするなとイーサンに助言する。その夜、イーサンは久しぶりにハーパーとセックスをする。翌日、二組の夫婦は帰国する。アルビーは母との仲直りを取り持つ代わりにドミニクから5万ユーロをもらい、ルチアに渡す。ルチアはアルビーのもとを去り、アレッシオ、ミアと詐欺の成功を祝う。ヴァレンティーナはロッコをフロントに戻す。ジョゼッペが退院するも、解雇してミアを後釜に据える。ポーシャは朝起きて自分の電話がないことに気づき、タニアに連絡して何かがおかしいと話す。クエンティンはタニアをヨットでホテルに送る。タニアはクエンティンが若いころに撮った写真の中の男がグレッグであると信じ、グレッグが自分の遺産を相続してクエンティンの経済的苦境を救おうとしてるのではないかと疑う。パニックになったタニアはニコロの銃でニコロやクエンティンらを射殺する。だが自分もヨットから落ちて溺れ死ぬ。ポーシャはジャックを追及する。ジャックはポーシャを空港まで車で送り、電話を返し、安全のためにホテルには戻らないよう言う。空港で、アルビーとポーシャは再会する。 |               |                                  |                  |                  |                |                       |

## 受賞
シーズン1は、プライムタイム・エミー賞のリミテッドシリーズ部門において、作品賞、助演男優賞(マーレイ・バートレット)、助演女優賞(ジェニファー・クーリッジ)、監督賞、脚本賞、キャスティング賞、作曲賞、メインタイトル音楽賞、シングルカメラ編集賞、音響賞を受賞した。
シーズン2は、ゴールデングローブ賞のリミテッドシリーズ部門において、作品賞と助演女優賞(ジェニファー・クーリッジ)を受賞した。さらにプライムタイム・エミー賞クリエイティブ・アーツ部門のドラマシリーズキャスティング賞、現代劇ヘアスタイリング賞、シリーズ番組作曲賞、音楽監督賞を、さらにドラマシリーズ助演女優賞を受賞した。